# Декларація переконань

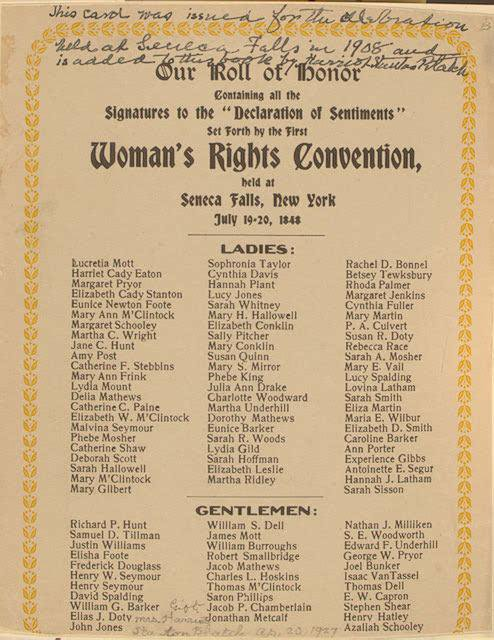
Список підписанток та підписантів Декларації переконань, 1848

Декларація переконань, Декларація переконань і постанов («Seneca Falls Declaration of Sentiments and Resolutions») — документ за підсумками першої конвенції за жіночі права, організованої жінками, знаної як Конференція в Сенека-Фоллс, — у 1848 році у Сенека-Фолс (штат Нью-Йорк), підписаний 68-ма жінками і 32-ма чоловіками — 100-ма з приблизно 300 учасниць та учасників. Основною авторкою Декларації була Елізабет Кеді Стентон, котра розробила її, спираючись на Декларацію незалежності США. Вона була головною організаторкою конвенції разом з Лукрецією Мотт і Мартою Коффін Райт.
Згідно з газетою North Star, виданою Фредеріком Дугласом, що брав участь у конвенції та підтримці Декларації, допомагав прийняти висунуті резолюції, цей документ був «великим рухом за досягнення громадянських, соціальних, політичних та релігійних прав жінок». Декларація є першим документом феміністичного руху та праобразом майбутніх правових документів щодо гендерної рівності, таких як «жіночий білль про права» Конвенція про ліквідацію всіх форм дискримінації щодо жінок.
В часи, коли традиційні гендерні ролі були ще дуже поширені, Декларація викликала багато суперечок. Багато людей поважали відвагу і здібності, що стояли за розробкою документа, але не хотіли відмовлятися від своєї моралі. Стаття в газеті «Oneiga Whig», опублікована незабаром після Конвенції, назвала документ «найбільш шокуючою і неприродною подією, коли-небудь зареєстрованою в історії жіноцтва». Багато газет наполягали на тому, що Декларація була підготовлена за рахунок більш відповідних жіночих обов'язків. У той час, коли стриманість та жіночі права власності були головними проблемами, навіть багато прихильників прав жінок вважали, що підтримка Декларацією жіночого виборчого права буде перешкоджати новому суфражистському руху, що спричинить втрату необхідної суспільної підтримки.

## Сутність документу
Посилаючись на християнство, Декларація доводила, що жінки мають рівні права з чоловіками. Декларація показувала, що історія людства є історією узурпації влади і прав чоловіками. Вона доводила, що жінки повинні отримати такі ж громадянські права, як і чоловіки. Жінка — це не тільки мати, а й самостійна особистість, тому її відносини з державою мають бути прямими, а не опосередкованими, через чоловіка або дітей.

## Текст Декларації переконань

### Вступні пункти
«Коли в ході людської історії стає необхідним, щоб одна частина людства зайняла серед людей земної кулі таку позицію, яка відрізнялась від тієї, яку вони досі займали, але до якої закони природи і Бог дають їм право, гідна повага до думок людства вимагає, щоб вони оголосили причини, які спонукають їх до такої позиції.
Ми вважаємо ці істини самоочевидними: що усі чоловіки та жінки були створені рівними; що вони наділені своїм Творцем певними невід'ємними правами; що серед них — життя, свобода і прагнення до щастя; що для забезпечення цих прав укладено уряди, що виводять свої повноваження за згодою про управління. Кожного разу, коли будь-яка форма правління стає руйнівною щодо цих прав, право тих, хто страждає від неї, відмовлятися від вірності цьому, і наполягати на організації нового уряду, закладаючи його основи на таких принципах та організуючи його сили у такій формі, котра, на їхню думку, найбільш імовірно вплине їх безпеку та щастя.
Історія людства — це історія повторюваних ушкоджень та узурпації з боку чоловіка до жінки, прямо націлена на встановлення абсолютної тиранії над нею. Щоб це довести, нехай факти постануть перед відкритим світом.
Обережність, дійсно, твердитиме, що довго існуюючі уряди не повинні змінюватися з недостатніх та перехідних причин; і, відповідно, весь досвід показав, що людство більше схильне страждати, поки зло є стерпним, ніж виправити себе, скасувавши форми, до яких звикло; та коли довгий потяг зловживань та узурпацій, які постійно переслідують один і той же об'єкт, вигадує конструкцію, щоб роздавити людей під абсолютним деспотизмом, їхній обов'язок — скинути такий уряд і забезпечити нових охоронців для своєї майбутньої безпеки. Таким було терпляче страждання жінок під цією владою, і такою зараз є необхідність, яка змушує їх вимагати рівного статусу, на який вони мають право.»

### Переконання
- «Він ніколи не дозволяв їй здійснювати своє невід'ємне виборче право.
- Він змушував її підкорятися законам, у формуванні яких вона не мала голосу.
- Він утримує її від прав, які надаються найбільш невігласним та деградованим чоловікам — і місцевим, і іноземцям.
- Позбавляючи її цього першого права як громадянку, права обирати, тим самим залишаючи її без представництва в залах законодавства, він гнобив і притісняв її з усіх боків.
- Він зробив її, якщо вона одружена, в очах закону — цивільно мертвою.
- Він забрав все добре з її власності, навіть заробіток, який вона отримує.
- Він зробив її морально безвідповідальною істотою, оскільки вона може безкарно вчиняти безліч злочинів за умови, що вони будуть здійснені в присутності її чоловіка.
- У шлюбному договорі вона змушена обіцяти підкорятися своєму чоловікові; він стає, з усіх точок зору, її господарем — закон дає йому владу позбавляти її свободи та здійснювати покарання.
- Він підлаштував закони розлучення щодо того, якими мають бути належні причини для розлучення, кому надається опіка над дітьми у випадку роздільного проживання, геть не рахуючись зі щастям жінок, — закон, у всіх випадках, йде на хибне припущення про верховенство чоловіка і віддає всю владу в його руки.
- Після позбавлення її всіх прав як одруженої жінки, якщо вона самотня та є власницею майна, він оподатковує її на підтримку уряду, котрий визнає її лише тоді, коли її майно може бути вигідним для нього.
- Він монополізував майже всі прибуткові заняття, а з тих, котрими їй дозволено займатись, вона одержує жалюгідну оплату.
- Він закриває для неї всі шляхи до багатства та знатності, які він вважає найбільш почесними для себе.
- Як викладачка теології, медицини чи права, вона невідома.
- Він позбавив її можливості отримати всебічну освіту — двері всіх університетів закриті для неї.
- Він допускає її до церкви, як і до держави, але в підлеглій позиції, вимагаючи апостольського авторитету для її виключення з міністерства та, за деякими винятками, з будь-якої громадської участі у справах церкви.
- Він створив фальшиві громадські уявлення, нав'язуючи світу відмінний моральний кодекс для чоловіків та жінок, згідно з яким моральні провинності, що виключають жінок з суспільства, не тільки толеруються, але й передбачаються у чоловіків.
- Він узурпував привілеї Єгови сам, стверджуючи своїм правом визначати сферу її діяльності, тоді як це стосується її совісті та її Бога.
- Він добивався, у кожний доступний йому спосіб, знищити її впевненість у її власних силах, знизити її самоповагу та зробити її бажанням вести залежне і принижене життя.

### Завершальні примітки
Тепер, враховуючи це цілковите зневаження половини населення цієї країни, їх соціальної та релігійної деградації — з огляду на вищезазначені несправедливі закони і тому, що жінки почувають себе постраждалими, пригніченими та шахрайством позбавлені їх найбільш священних прав, ми наполягаємо на тому, щоб вони негайно отримали доступ до всіх прав та привілеїв, які належать їм як громадянкам цих Сполучених Штатів.

## Список осіб, які підписали Декларацію
Підписантки у порядку підписання:
1. Лукреція Мотт (1793—1880) — американська аболіціоністка, квакерка, феміністка.
2. Гаррієт Кеді Ітон (Harriet Cady Eaton) (1810—1894) — сестра Елізабет Кеді Стентон.
3. Маргарет Вілсон Прайор (Margaret Wilson Pryor) (1785—1874) — квакерська реформаторка[4].
4. Елізабет Кеді Стентон (1815—1902) — аболіціоністка, феміністка, розробниця Декларації.
5. Ейніс Ньютон Фут[en] (1819—1888) — науковиця (біологія, особливо ботаніка), винахідниця, феміністка.
6. Mary Ann M'Clintock (1800—1884) — квакерська реформаторка, єдинокровна сестра Маргарет Прайор
7. Margaret Schooley
8. Марта Коффін Райт (Martha C. Wright) (1806–75) — квакерська реформаторка, сестра Лукреції Мотт
9. Jane C. Hunt
10. Amy Post
11. Catherine F. Stebbins
12. Mary Ann Frink
13. Lydia Hunt Mount — заможна квакерська вдова
14. Delia Matthews
15. Catharine C. Paine
16. Elizabeth W. M'Clintock — дочка Mary Ann M'Clintock. Запросила до учаті Фредеріка Дугласа.
17. Malvina Beebe Seymour
18. Phebe Mosher
19. Catherine Shaw
20. Deborah Scott
21. Sarah Hallowell
22. Mary M'Clintock — дочка Mary Ann M'Clintock
23. Mary Gilbert
24. Sophrone Taylor
25. Cynthia Davis
26. Hannah Plant
27. Lucy Jones
28. Sarah Whitney
29. Mary H. Hallowell
30. Elizabeth Conklin
31. Sally Pitcher
32. Mary Conklin
33. Susan Quinn
34. Mary S. Mirror
35. Phebe King
36. Julia Ann Drake
37. Charlotte Woodward (c.1830-1921) — єдина підписантка, що дожила до 19-ї поправки, хоча хвороба, судячи з усього, заважала їй навіть голосувати.
38. Martha Underhill — її племінник також підписав
39. Eunice Barker
40. Sarah R. Woods
41. Lydia Gild
42. Sarah Hoffman
43. Elizabeth Leslie
44. Martha Ridley
45. Rachel D. Bonnel (1827—1909)
46. Betsey Tewksbury
47. Rhoda Palmer (1816—1919) — єдина жінка-підписантка, що законно голосувала, у 1918, за жіночого виборчого права у Нью-Йорку.
48. Margaret Jenkins
49. Cynthia Fuller
50. Mary Martin
51. P.A. Culvert
52. Susan R. Doty
53. Rebecca Race (1808—1895)
54. Sarah A. Mosher
55. Mary E. Vail — дочка Lydia Mount
56. Lucy Spalding
57. Lavinia Latham (1781—1859)
58. Sarah Smith
59. Eliza Martin
60. Maria E. Wilbur
61. Elizabeth D. Smith
62. Caroline Barker
63. Ann Porter
64. Experience Gibbs
65. Antoinette E. Segur
66. Hannah J. Latham — дочка Lavinia Latham
67. Sarah Sisson

Наступні чоловіки підписали під заголовком «…джентльмени, присутні на користь цього нового руху»:
1. Richard P. Hunt (1796—1856) — чоловік Jane C. Hunt, брат Lydia Mount та Hannah Plant — всі також підписали
2. Samuel D. Tillman
3. Justin Williams
4. Elisha Foote — чоловік Eunice Newton Foote
5. Фредерік Дуглас
6. Henry W. Seymour — чоловік Malvina Beebe Seymour, підписантки
7. Henry Seymour
8. David Spalding — чоловік Lucy Spalding
9. William G. Barker
10. Elias J. Doty
11. John Jones
12. William S. Dell (1801—1865) — дядько Rachel Dell Bonnel, підписантки
13. James Mott (1788—1868) — чоловік Lucretia Mott
14. William Burroughs
15. Robert Smalldridge
16. Jacob Matthews
17. Charles L. Hoskins
18. Thomas M'Clintock — чоловік Mary Ann M'Clintock
19. Saron Phillips
20. Jacob Chamberlain (1802—1878) — вірянин методистської єпископальної церкви та пізніше член Палати представників США.
21. Jonathan Metcalf
22. Nathan J. Milliken
23. S.E. Woodworth
24. Edward F. Underhill (1830—1898) — племінник Martha Barker Underhill, підписантки
25. George W. Pryor — син Margaret Pryor, підписантки
26. Joel Bunker
27. Isaac Van Tassel
28. Thomas Dell (1828—1850) — син William S. Dell та кузен Rachel Dell Bonnel, підписанток.
29. E.W. Capron
30. Stephen Shear
31. Henry Hatley
32. Azaliah Schooley